# Gare de Kerauzern
La gare de Kerauzern était une gare ferroviaire française de la ligne de Plouaret à Lannion, située sur le territoire de la commune de Ploubezre dans le département des Côtes-d'Armor, en région Bretagne.

## Situation ferroviaire
Établie à 59 m d'altitude, la gare de Kerauzern était située au point kilométrique (PK) 538,519 de la ligne de Plouaret à Lannion, entre les gares de Plouaret-Trégor et Lannion. Elle était la seule gare intermédiaire de cette petite antenne de la ligne de Paris-Montparnasse à Brest.

## Histoire
La compagnie des chemins de fer de l'Ouest ouvre le 13 novembre 1881, l'embranchement de 16 km entre la gare de Plouaret et sa nouvelle gare de Lannion, via la station de Kerauzern. Cet arrêt est dû au député maire de la ville Charles Huon de Penanster qui l'a négocié contre les terrains nécessaires au passage de la ligne. Elle compte une voie de croisement et une voie de service, le bâtiment voyageurs étant aménagé dans la maison du garde barrière.
Elle est fermée en 1993 et les voies de croisement et de service sont déferrées. L'ancien bâtiment est mis en vente aux enchères le 17 décembre 2010 par RFF pour une mise à prix de 65 000 euros.